# Rautasaari (ö i Södra Savolax, S:t Michel)
Rautasaari är en ö i Finland. Den ligger i sjön Emäpaju och i kommunen Kangasniemi i den ekonomiska regionen  S:t Michel och landskapet Södra Savolax, i den södra delen av landet, 220 km norr om huvudstaden Helsingfors. Öns area är 13,3 hektar och dess största längd är 0,8 kilometer i nord-sydlig riktning.